# Lissocephala lebou
Lissocephala lebou är en tvåvingeart som beskrevs av Tsacas och Lachaise 1979. Lissocephala lebou ingår i släktet Lissocephala och familjen daggflugor.
Artens utbredningsområde är Senegal. Inga underarter finns listade i Catalogue of Life.